# Eleccions municipals als Pirineus Orientals 2008
Les eleccions municipals de Catalunya Nord de 2008, escolliran els consells municipals dels municipis nordcatalans. Inicialment programades el 2007, les eleccions municipals nordcatalanes han estat desplaçades el 2008 per no sobrecarregar el calendari electoral, que preveia cinc eleccions aquest any. Aquestes eleccions es desenvoluparan el 9 i 16 de març de 2008.

## Sondeig d'intenció de vot a Perpinyà

### Primera volta
Intenció de vot a la primera volta - 22/01/2008
| Candidat/a | Candidat/a                  | Candidatura      | %   |
| ---------- | --------------------------- | ---------------- | --- |
|            | Jean-Paul Alduy (UMP)       | UMP              | 44% |
|            | Jacqueline Amiel-Donat (PS) | PS i PCF         | 21% |
|            | Louis Aliot (FN)            | FN               | 13% |
|            | Jean Codognès               | Esquerra diversa | 11% |
|            | Clotilde Ripoull (MoDem)    | MoDem            | 6%  |
|            | Bernard Cholet (LCR)        | LCR              | 5%  |

### Segona volta
Hipòtesi quadrangular - 28/01/2008
| Candidat/a | Candidat/a                  | Candidatura      | %   |
| ---------- | --------------------------- | ---------------- | --- |
|            | Jean-Paul Alduy (UMP)       | UMP              | 52% |
|            | Jacqueline Amiel-Donat (PS) | PS i PCF         | 24% |
|            | Louis Aliot (FN)            | FN               | 13% |
|            | Jean Codognès               | Esquerra diversa | 11% |

Hipòtesi triangular - 28/01/2008
| Candidat/a | Candidat/a                  | Candidatura | %   |
| ---------- | --------------------------- | ----------- | --- |
|            | Jean-Paul Alduy (UMP)       | UMP         | 54% |
|            | Jacqueline Amiel-Donat (PS) | PS i PCF    | 31% |
|            | Louis Aliot (FN)            | FN          | 15% |

## L'elecció a les capitals de comarca i als municipis de més de 5 000 habitants

### Angles, Els(Capcir)
- Alcalde sortint: Christian Blanc, des de 2001

Candidats:
- Christian Blanc[3]

### Argelers(Rosselló)
- Alcalde sortint: Pierre Aylagas (PS), des de 2001

Candidats:
- Pierre Aylagas Arxivat 2008-12-24 a Wayback Machine. (La passion pour Argelès-sur-mer Arxivat 2008-02-21 a Wayback Machine.: PS)
- Martine Calais

### Bompàs(Rosselló)
- Alcalde sortint: Jean-Paul Batlle, des de 1995

Candidats:
- Jean-Paul Batlle
- Pierre Casadevall
- Jean Sol (UMP)

### Cabestany(Rosselló)
- Alcalde sortint: Jean Vila (PCF), des de 1977

Candidats:
- Eric Marchesseau (Ensemble pour Cabestany: UMP)
- Jean Vila (La passion de Cabestany: PCF i PS)

### Canet de Rosselló(Rosselló)
- Alcalde sortint: Arlette Franco (UMP), des de 1989

Candidats:
- Jean Michel Bois
- Arlette Franco Arxivat 2007-11-26 a Wayback Machine. (UMP), diputada
- Jean Jacques Gueffier

### Ceret(Vallespir)
- Alcalde sortint: Alain Torrent (Independent), des de 2001

Candidats:
- Jean-Paul Coste (Agir pour Céret)
- Claire Rodriguez (Céret en mouvement: PS, PCF i MRC)
- Alain Torrent (Unir Céret)

### Elna(Rosselló)
- Alcalde sortint: Nicolas Garcia (PCF), des de 2001

Primera volta - 9 de març de 2008
| Candidat/da | Candidat/da                                                | Candidatura                       | Partit/s | Vots  | % Vot |
| ----------- | ---------------------------------------------------------- | --------------------------------- | -------- | ----- | ----- |
|             | Nicolas Garcia Arxivat 2008-03-12 a Wayback Machine. (PCF) |                                   | PCF i PS | 2 369 | 57,25 |
|             | Jean-Claude Jourda                                         | Valeurs et tradition              |          | 1 180 | 28,52 |
|             | Henri Jonca (UMP)                                          | Union pour un Mouvement Populaire | UMP      | 589   | 14,23 |
|             | Vot en blanc                                               |                                   |          |       |       |

### Montlluís(Alta Cerdanya)
- Alcalde sortint: Jean-Michel Larmet, des de 2002

### Perpinyà(Rosselló)
- Alcalde sortint: Jean-Paul Alduy (UMP), des de 1993

Primera volta - 9 de març de 2008
| Candidat/a | Candidat/a                                                        | Candidatura                                                   | Partit/s               | Vots   | % Vot |
| ---------- | ----------------------------------------------------------------- | ------------------------------------------------------------- | ---------------------- | ------ | ----- |
|            | Jean-Paul Alduy Arxivat 2008-05-01 a Wayback Machine. (UMP)       | Perpignan Perpinyà 2020 Arxivat 2008-02-09 a Wayback Machine. | UMP i UC               | 14 372 | 38,88 |
|            | Jacqueline Amiel-Donat Arxivat 2008-01-09 a Wayback Machine. (PS) | Unim els nostres talents per Perpinyà                         | PS, PCF, ERC, LO i PRG | 7 454  | 20,16 |
|            | Jean Codognès Arxivat 2007-12-22 a Wayback Machine.               | Perpignan gagnant                                             | Les Verts i CDC        | 5 591  | 15,12 |
|            | Louis Aliot Arxivat 2008-01-07 a Wayback Machine. (FN)            | Perpignan, ville libre                                        | FN                     | 4 543  | 12,29 |
|            | Clotilde Ripoull Arxivat 2008-02-22 a Wayback Machine. (MoDem)    | L'avenir aujourd'hui Arxivat 2008-02-17 a Wayback Machine.    | MoDem                  | 3 154  | 8,53  |
|            | Michaël Cufi (LCR)                                                | À gauche vraiment Arxivat 2008-08-20 a Wayback Machine.       | LCR                    | 1 854  | 5,02  |
|            | Vot en blanc                                                      |                                                               |                        |        |       |

Segona volta - 16 de març de 2008
| Candidat/a | Candidat/a                                                        | Candidatura                                                   | Partit/s                                  | Vots   | % Vot | Regidors |
| ---------- | ----------------------------------------------------------------- | ------------------------------------------------------------- | ----------------------------------------- | ------ | ----- | -------- |
|            | Jean-Paul Alduy Arxivat 2008-05-01 a Wayback Machine. (UMP)       | Perpignan Perpinyà 2020 Arxivat 2008-02-09 a Wayback Machine. | UMP i UC                                  | 19 072 | 45,48 | 41       |
|            | Jacqueline Amiel-Donat Arxivat 2008-01-09 a Wayback Machine. (PS) | Nova unió de l'esquerra                                       | PS, MoDem, PCF, ERC, PRG, Les Verts i CDC | 18 498 | 44,11 | 12       |
|            | Louis Aliot Arxivat 2008-01-07 a Wayback Machine. (FN)            | Perpignan, ville libre                                        | FN                                        | 4368   | 10,42 | 2        |
|            | Vot en blanc                                                      |                                                               |                                           |        |       |          |

### Pià(Rosselló)
- Alcalde sortint: Guy Parès (PS), des de 2001

Candidats:
- Francis Cau (Pia avenir 2008 Arxivat 2008-01-16 a Wayback Machine.)
- Guy Parès (PS)
- Claude Prats (UMP)

### Portvendres(Rosselló)
- Alcalde sortint: Michel Strehaiano

Candidats:
- Christian Bessière (Port-Vendres en avant Arxivat 2007-12-27 a Wayback Machine.)
- Jean-Pierre Romero (UMP)
- Michel Strehaiano (PS)

### Prada(Conflent)
- Alcalde sortint: Jean-François Denis (PRG), des de 2001

Candidats:
- Jean Castex (Pour Prades évidemment: UMP)
- Jean-François Denis (PRG i ERC)
- Pierre Munier[Enllaç no actiu] (Ensemble dans l'action)
- Jacques Pons (Construire Prades autrement: PCF, Les Verts i LRC)

### Ribesaltes(Rosselló)
- Alcalde sortint: André Bascou (UMP), des de 2001

Candidats:
- André Bascou (UMP)
- Jean-Claude Berga (PS i Les Verts)
- Patrick Cases (Rivesaltes à gauche: PCF)

### Sant Cebrià de Rosselló(Rosselló)
- Alcalde sortint: Jacques Bouille (UMP), des de 1989

Candidats:
- Jacques Bouille (UMP)
- Thierry Del Poso
- Marie-Pierre Sadourny-Gomez (Saint-Cyprien si on changeait: PS)

### Sant Esteve del Monestir(Rosselló)
- Alcalde sortint: Elie Puigmal (PS), des de 2001

Candidats:
- Jean-Marie Palma Arxivat 2008-11-06 a Wayback Machine.
- Jany Prats-Vidal (PRG)
- Elie Puigmal (PS)
- Jean-Jacques Vila Arxivat 2008-03-03 a Wayback Machine. (MoDem)
- Robert Vila Arxivat 2008-01-23 a Wayback Machine. (Génération action: UMP)

### Sant Llorenç de la Salanca(Rosselló)
- Alcalde sortint: Fernand Siré (UMP), des de 2001

Candidats:
- Fernand Siré (UMP)
- Jean Vilert (PCF i MRC)

### Soler, El(Rosselló)
- Alcalde sortint: François Calvet (UMP)

Candidats:
- Françoise Bigotte (Plus belle la ville: PS)
- François Calvet (UMP), diputat

### Toluges(Rosselló)
- Alcalde sortint: Louis Caseilles (PS), des de 2001

Primera volta - 9 de març de 2008
| Candidat/da | Candidat/da            | Candidatura                                               | Partit/s            | Vots  | % Vot |
| ----------- | ---------------------- | --------------------------------------------------------- | ------------------- | ----- | ----- |
|             | Louis Caseilles (PS)   | Toulouges pour vous                                       | PS, PCF i Les Verts | 2 151 | 65,16 |
|             | Christophe Tassy (UMP) | Unis pour Toulouges Arxivat 2008-11-06 a Wayback Machine. | UMP i CDC           | 621   | 18,81 |
|             | Pierre-Jean Ribert     | Toulouges confiance                                       |                     | 529   | 16,03 |
|             | Vot en blanc           |                                                           |                     |       |       |

### Tuïr(Rosselló)
- Alcalde sortint: René Olive (PS), des de 1989

Candidats:
- René Olive (PS i Les Verts)
- Roger Segura (UMP)